# غروفلاند (نيويورك)
غروفلاند (بالإنجليزية: Groveland, New York)‏ هي بلدة أمريكية تقع في الولايات المتحدة في مقاطعة ليفينغستون، نيويورك. يقدر عدد سكانها بـ 3,249 نسمة ومساحتها 103.3 كم2 وترتفع عن سطح البحر 321 متر.

## أعلام
- جيمس جيريمياه وادزورث